# Mètode d'extrapolació

Exemple d'aplicació del mètode d'extrapolació quantitativa sobre la continuació d'una funció.

El mètode d'extrapolació és un mètode científic lògic que consisteix a suposar que el curs dels esdeveniments continuarà en el futur, convertint-se en les regles que s'utilitzaran per a arribar a una nova conclusió. És a dir, s'afirma amb certesa que existeixen uns axiomes i aquests són extrapolables a la nova situació.
La base per a una extrapolació serà el coneixement sobre el recent desenvolupament del fenomen. Calen almenys dues observacions seqüencials fetes en punts coneguts en el temps. Les observacions són habitualment registrades com variables quantitatives, amidades amb algun tipus d'escala. El material consisteix en una sèrie cronològica. No obstant això, res impedeix extrapolar tendències que es descriguen enterament en termes qualitatius.
Utilitzat per a cercar la solució a un problema (lògica) o d'ensenyar la mateixa (pedagogia), ho converteix en una eina molt utilitzada en el marc professional i d'ensenyament. Aquesta via no és necessàriament excloent de la del mètode d'interpolació i molt menys poden considerar-se com úniques.
En pedagogia ve associat al mètode sil·làbic per a l'aprenentatge. Per a ensenyar la lectura, un estudiant aprèn l'alfabet i després les regles d'associació de les lletres (B - A → BA), i utilitza aqueixes regles per a obtenir una paraula. En medicina un estudiant de Medicina aprèn els òrgans, les seues funcions i interaccions, les seues disfuncions i els seus símptomes associats, les seues estructures, etc. i utilitza aqueixes regles per a obtenir un coneixement global del cos humà.